# Shabo Talay
Shabo Talay (* 1968 in Midin/Öğündük, Türkei) ist ein deutscher Orientalist und Semitist und zurzeit Universitätsprofessor an der Freien Universität Berlin.

## Leben
Talay kam in seiner Kindheit mit seiner Familie nach Deutschland. 1989 absolvierte er sein Abitur am Helene-Lange-Gymnasium in Markgröningen und begann anschließend sein Studium der Semitistik, Assyriologie, Islamwissenschaft und Vorderasiatischen Archäologie an der Universität Heidelberg. Seine wichtigsten Lehrer waren Otto Jastrow und Klaus Beyer (Semitistik), Raif Georges Khoury (Islamwissenschaft) und Karlheinz Deller (Assyriologie). Zwischen 1992 und 1993 studierte er Arabistik an der Universität Aleppo in Syrien. In dieser Zeit vertiefte er seine Kenntnisse des gesprochenen Arabisch und begann mit der Feldforschung zum arabischen Dialekt von Khātūnīya in Nordostsyrien. Wieder in Deutschland setzte er sein Studium in Heidelberg fort, das er Ende 1994 mit einer Magisterarbeit zum arabischen Dialekt von Khātūnīya beendete. 
Das Promotionsstudium schloss er im Juli 1997 mit der Dissertation „Grammatik des arabischen Dialekts der Khawētna“ im Fach Semitistik bei Otto Jastrow als Doktorvater an der Universität Heidelberg ab. Die Dissertation stellt eine deskriptive Grammatik des Dialekts eines arabischen Stammes dar, der im Dreiländereck Ostsyrien-Nordwestirak-Südosttürkei beheimatet ist. Grundlage für diese Arbeit sind Tonaufnahmen und schriftlich fixierte Interviews, die durch langjährige Feldforschung ab 1992 vor Ort bei den Sprechern gesammelt wurden.
Mit einem DAAD-Postdoc-Stipendium ausgestattet reiste Talay nach der Promotion zur Feldforschung in den Nordosten Syriens, um die assyrisch-aramäischen Dialekte am Chabur-Fluss zu erforschen. 1998 schloss er dort seine Arbeit ab und wurde im folgenden Jahr Wissenschaftlicher Mitarbeiter am Lehrstuhl für Orientalische Philologie der Universität Erlangen-Nürnberg und ab 2001 Wissenschaftlicher Assistent. In seiner Zeit in Erlangen verarbeitete er die Ergebnisse seiner Feldforschung am Chabur, die er in seiner Habilitationsschrift „Die neuaramäischen Dialekte der Assyrer am Khabur in Nordostsyrien“ auswertete, womit er sich 2006 habilitierte. Mit der Habilitation erhielt er die venia legendi für „Semitische Philologie und Islamwissenschaft/Arabistik“ und wurde Privatdozent an der Philosophischen Fakultät der Universität Erlangen-Nürnberg. Für seine Habilitationsschrift bekam er 2006 den Habilitationspreis der Friedrich-Alexander-Universität Erlangen-Nürnberg. Die Habilitationsschrift stellt eine vergleichende, sowohl diachrone als auch synchrone Beschreibung der von den Chabur-Assyrern gesprochenen Dialekte dar. Die Chabur-Assyrer sind die Nachkommen der sogenannten „Bergnestorianer“, die während des Ersten Weltkrieges aus ihrer Heimat in der osttürkischen Provinz Hakkari vertrieben und nach einem langen Überlebensmarsch über Iran und den Irak ab 1933 vom damaligen Völkerbund entlang des Chabur-Flusses in Syrien angesiedelt wurden. Im Februar 2015 wurden sie wieder – diesmal vom „Islamischen Staat“ – aus ihren Dörfern vertrieben, ihre Häuser und Kirchen wurden zerstört. Damit haben die Chabur-Assyrer wieder ihre Heimat verloren und befinden sich auf der Flucht.
Nach Ende der Assistentenzeit wurde er 2007 zum Akademischen Oberrat ernannt. Im April 2011 folgte er dem Ruf auf die Professur für Arabistik an der Universität Bergen in Norwegen, wo er bis zu seiner Berufung auf die Professur für Semitistik an der Freien Universität Berlin im Jahr 2014 wirkte.

## Forschungsschwerpunkte
Talay konzentriert sich in seiner Forschung in erster Linie auf moderne semitische Sprachen, darunter auf die arabischen Dialekte in Syrien, dem Irak und in der Türkei sowie auf die fast nur noch von Christen und Juden gesprochenen neuaramäischen Sprachen. Des Weiteren befasst er sich mit Geschichte und Gegenwart der christlichen Minderheiten im Nahen Osten. Zurzeit leitet er das von der EU geförderte Projekt „Aramaic Online“, welches das Ziel hat, einen Onlinekurs zum Erlernen der neuaramäischen Sprache Surayt/Turoyo zu entwickeln. Die ersten Ergebnisse sind bereits veröffentlicht.

## Veröffentlichungen

### Monografien
- Der arabische Dialekt der Khawētna. 1. Grammatik. Wiesbaden: Semitica Viva 21/1, Harrassowitz, 1999.
- Der arabische Dialekt der Khawētna. 2. Texte und Glossar. Wiesbaden: Semitica Viva 21/2, Harrassowitz, 2003.
- Die Entführung des syrisch-orthodoxen Priesters Melki Tok von Midən in der Südosttürkei. Einführung, Aramäischer Text (Turoyo), Übersetzung und Glossar. Münster: Studien zur orientalischen Kirchengeschichte, Lit, 2004.
- Die neuaramäischen Dialekte der Khabur-Assyrer in Nordostsyrien: Einführung, Phonologie und Morphologie. Wiesbaden: Semitica Viva 40, Harrassowitz, 2008.
- Neuaramäische Texte in den Dialekten der Khabur-Assyrer in Nordostsyrien. Wiesbaden: Semitica Viva 41, Harrassowitz, 2009.

### Herausgeberschaft
- mit Otto Jastrow und Herta Hafenrichter: Studien zur Semitistik und Arabistik: Festschrift für Hartmut Bobzin zum 60. Geburtstag. Wiesbaden: Harrassowitz, 2008.
- Suryoye l-suryoye: ausgewählte Beiträge zur aramäischen Sprache, Geschichte und Kultur. Piscataway: Bibliotheca Nisbiniensis I, Gorgias Press, 2008.
- mit Hartmut Bobzin: Arabische Welt: Grammatik, Dichtung und Dialekte; Beiträge einer Tagung in Erlangen zu Ehren von Wolfdietrich Fischer. Wiesbaden: Reichert, 2010.
- mit Renaud Kuty und Ulrich Seeger: Nicht nur mit Engelszungen: Beiträge zur semitischen Dialektologie; Festschrift für Werner Arnold zum 60. Geburtstag. Wiesbaden: Harrassowitz, 2013.